# TheStart
theStart je americká kapela z Los Angeles hrající alternativní rock.

## Historie
Aimee Echo a Jamie Miller kapelu založili v roce 1998 pod názvem Hero, ale ten později změnili na theStart, protože název Hero nesla již jiná kapela. Dalšími členy kapely se stali baskytarista Jeff Jaeger, bubeník Scott Ellis (dřívější člen kapel Mellowdrone a She Wants Revenge) a kytarista Mike Smith. Jejich debutové album Shakedown! bylo vydáno v roce 2001 společností Geffen Records. V dubnu 2002 následovalo EP The 1234. Krátce nato byl oznámen odchod Scotta Ellise. Během turné se Scarling. objevili pro své EP Death Via Satellite malého distributora Small Stone Records. Jaeger kapelu opustil krátce po Ellisovi. Volná místa nahradili Erick Sanger a Billy Brimblecon ml. S novým složením theStart v srpnu 2003 podepsali smlouvu s vydavatelstvím Nitro Records, které znovu vydalo EP Death via Satellite. Další rok nahrávali nové album Initiation, které bylo vydáno 24. srpna 2004. Nedlouho poté skupinu opustil Brimblecon a na jeho místě se vystřídalo několik prozatímních bubeníků, například Frank Zummo. Nakonec byla jako stálá náhrada zvolena Chelsea Davis. Později v roce 2006 byl Sanger nahrazen Lancem Webberem. V roce 2007 kapela přešla k Metropolis Records a později téhož roku vydala album Ciao, Baby.

## Členové

### Současní
- Aimee Echo — zpěv
- Lance Webber — baskytara
- Chelsea Davis — bicí
- Jamie Miller — kytara, syntezátor, zpěv

### Dřívější
- Scott Ellis — bicí
- Mike Smith — kytara
- Jeff Jaeger — baskytara
- Billy Brimblecom, Jr. — bicí
- Erick Sanger — baskytara
- Frank Zummo — bicí

## Diskografie
- Shakedown!
- The 1234
- Death Via Satellite
- Initiation
- Ciao, Baby